# Sedlice (Keblov)
Sedlice (Duits: Sedlitz of Sedlitz bei Geblau) is een Tsjechische plaats in de gemeente Keblov, regio Midden-Bohemen, en maakt deel uit van het district Benešov. Het dorp ligt op ongeveer 1,5 kilometer afstand van Keblov en op zo'n 18 kilometer afstand van Vlašim.
Sedlice telt 22 inwoners (2021).

## Geschiedenis
De eerste schriftelijke vermelding van het dorp dateert van 1391, toen hier een fort stond dat tot 1413 in eigendom was van Bartholomeus de Donkere (Bartoloměj Temný). De volgende eigenaars wisselden geleidelijk totdat Sedlice in 1650 bij Keblov werd gevoegd. In vroeger tijden woonden er veel duivenmelkers in het dorp.
In 1960 werd Sedlice, samen met Keblov, ingedeeld bij het district Benešov.

## Verkeer en vervoer

### Autowegen
Er leidt een regionale weg naar het dorp.

### Spoorlijnen
Er is geen station in Sedlice. Tot 1975 liep de spoorlijn Benešov - Trhový Štěpánov - Dolní Kralovice door Keblov en was er ook een station in het dorp. Sindsdien is het dichtstbijzijnde station in Trhový Štěpánov, op zo'n acht kilometer afstand. Dat station ligt aan het resterende deel naar Benešov.

### Buslijnen
Er is geen bushalte in het dorp. De dichtstbijzijnde bushaltes zijn in Keblov.

## Galerij

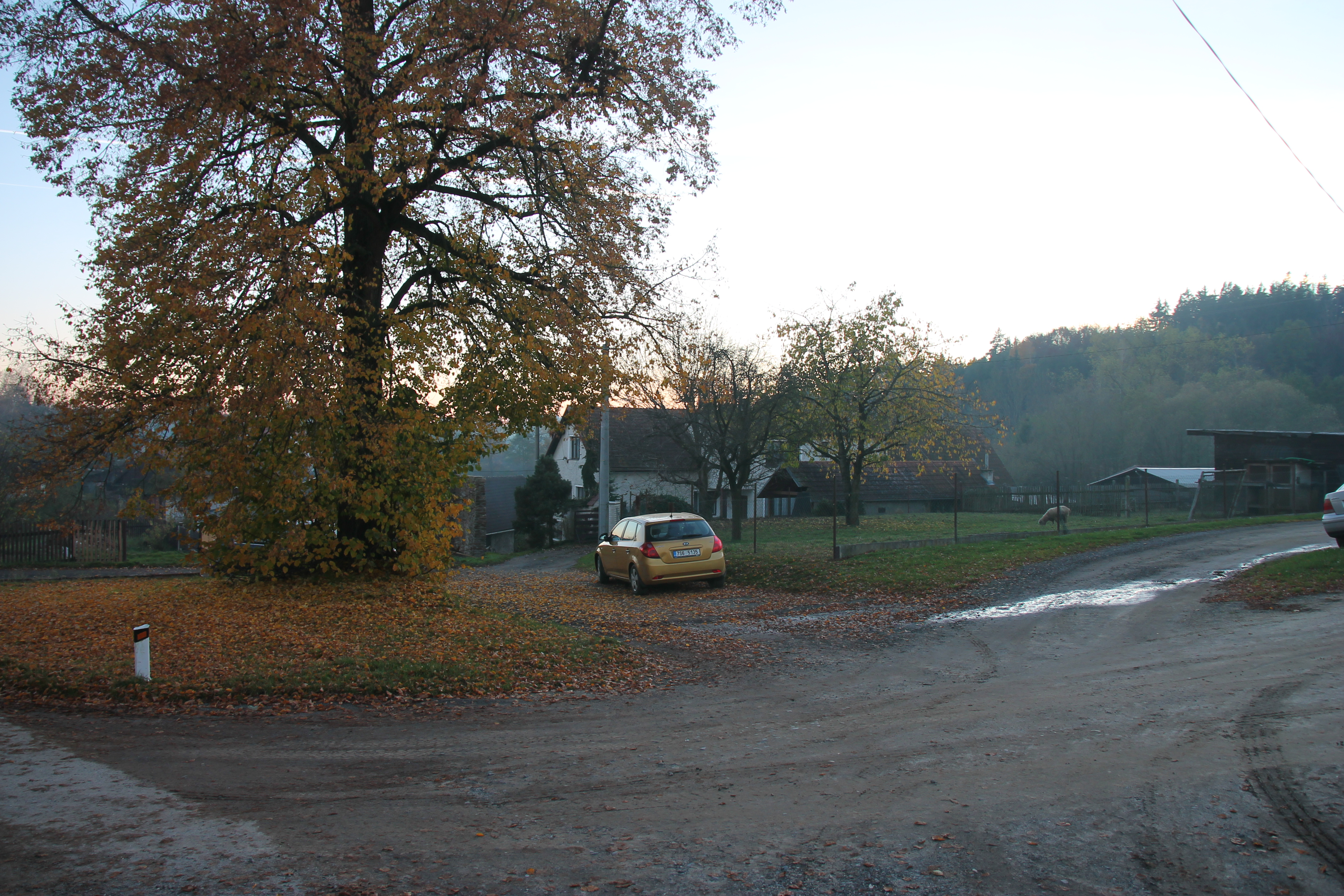
Huizen in het dorp (2020)
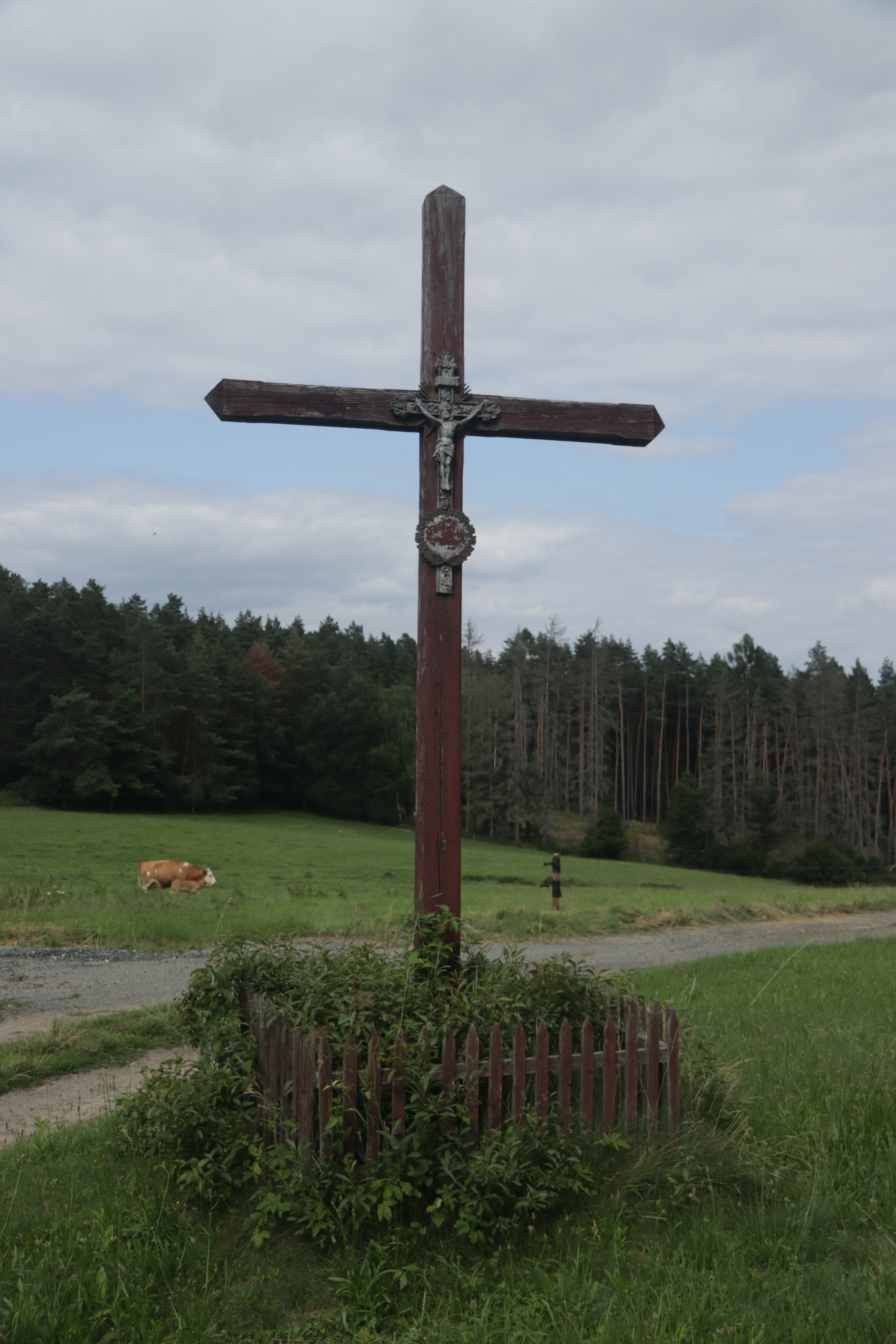
Wegkruis (2020)
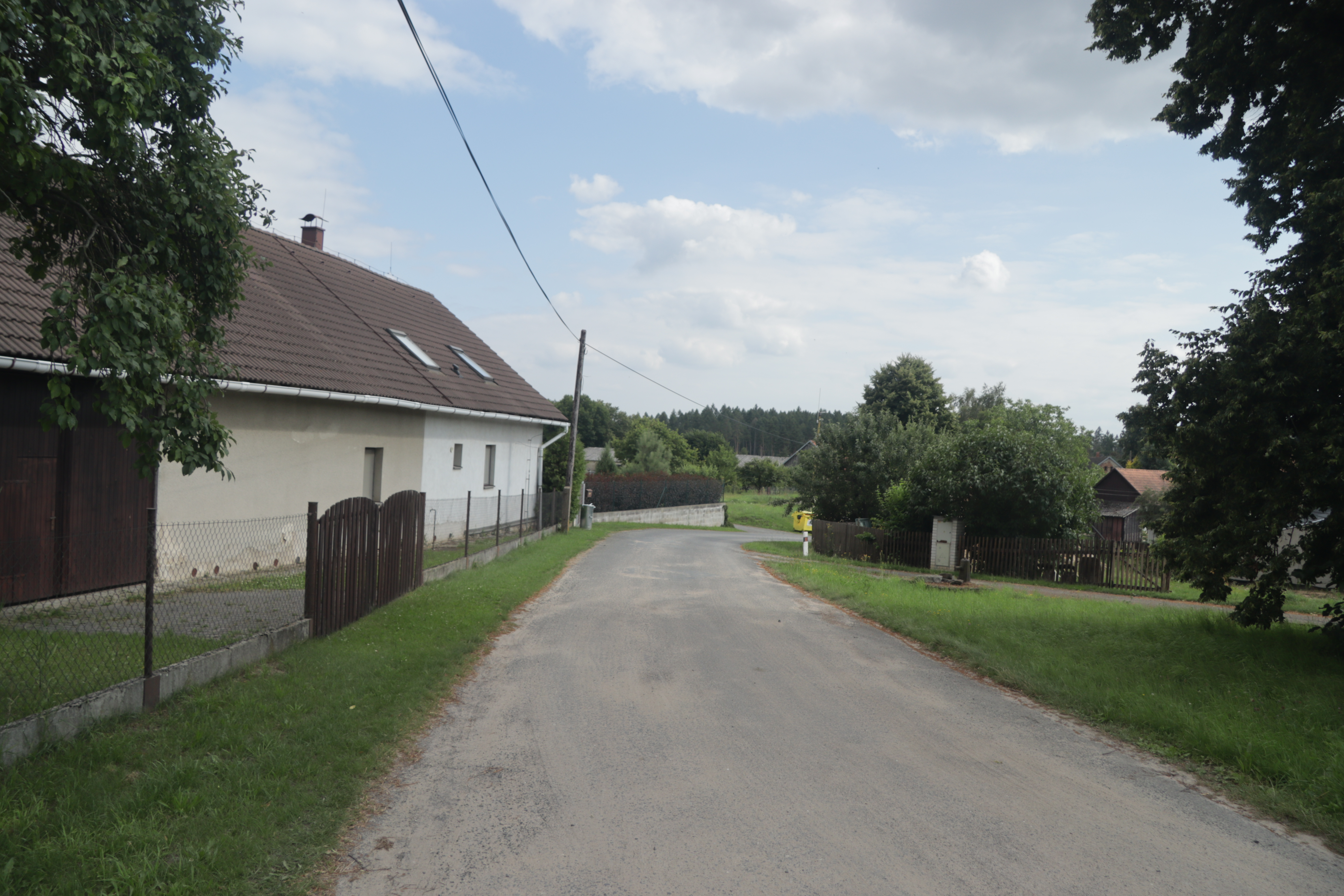
Weg door het dorp (2021)